# پراگ ۲۰
پراگ ۲۰ (به لاتین: Prague 20) یک منطقهٔ مسکونی در جمهوری چک است که در پراگ ۹ واقع شده‌است. پراگ ۲۰ ۱۶٫۹۵ کیلومتر مربع مساحت و ۱۵٬۴۰۴ نفر جمعیت دارد.